# 63 Pułk Piechoty Liniowej (Francja)
63 Pułk Piechoty Liniowej Wielkiej Armii – jeden z francuskich pułków piechoty okresu wojen napoleońskich. Wchodził w skład Wielkiej Armii Cesarstwa Francuskiego.

## Działania zbrojne
- 1800: Genes
- 1806: Gołymin
- 1807: Pruska Iława (Eylau) i Frydland
- 1808: Espinosa
- 1809: Essling, Wagram i Talavera-de-la-Reyna
- 1810: Santa-Maria-de-la-Nueva
- 1811: Chiclana, Fuentes de Onoro i Albuera
- 1813: Vitoria, Pampeluna, Bidassoa i Nivelle
- 1813: Szczecin, Kulm, Hellendorf i Lipsk
- 1815: Ligny